# Hermán János
Id. Hermán János (Magyarremete, 1919. szeptember 29. – Nagysármás, 1999. december 19.) szórványgondozó református lelkész a Mezőségen.

## Életpályája
Idős Hermán János életpályája nyolc évtizedet ölelt fel, szolgálata pedig egy olyan félévszázadot fogott át, amelyet a legnehezebb történelmi események határoztak meg.  Az apai ágat a székelykeresztúri Hermánok jelentették, míg az anyait az uzoni Török családé.
A mai Bihar megye területén található, Belényes melletti Magyarremetén született, református igazgató-tanító édesapja szolgálati helyén. Édesapja Budapesten bekövetkezett halála után édesanyja hazaköltözött Magyarremetéről először Tusonba, majd Nagysármásra.  
A nagyenyedi Bethlen Gábor Kollégiumban érettségizett 1938-ban és az itteni tanárai nyelvészt szerettek volna faragni belőle. A kolozsvári Református Teológiai Akadémia (1943) és a Ferenc József Tudományegyetem (1945) végzettje.
1943 és 1945 között a Református Teológiai Akadémia munkatársa. 1940 és 1944 között az IKE szórványmissziójának titkára. 1944–1945-ben hittantanár Kolozsváron, illetve segédlelkész a Kolozsvár-Alsóváros gyülekezetében (mai közismert nevén: Kétágú templom). 1945–1950 között Györgyfalván lelkész, ahol a színjátszócsoportot is vezette és irányította a művelődési ház építését. 1948-ban politikai elítélt is volt.
1950-ben, annak ellenére, hogy kecsegtető ajánlatai voltak, és a Kolozsvár közelségét élvező Györgyfalván csendben, élete végéig eléldegélhetett volna és talán tudományos, illetve még az is meglehet, hogy teológiai pálya is várhatott volna rá egy későbbi kolozsvári lelkészi állás csábításával, a tusoni lévita nagy szülőktől és a nagyenyedi kollégiumban kapott útravalóval hazatért a nehéz mezőségi világban elhelyezkedő Nagysármásra, így 1950 decemberétől 1996 januárjában történő nyugalmazásáig 45 éven keresztül technikailag a nagysármási református gyülekezet lelkésze volt, de emellett az olyan környező településeken is szolgált két nyelven – magyarul és románul –, mint Kissármás, Lárga, Titiána, Móruc, Gyergyó, Gáztelep, Hulla, Perjés, Novolyi tanyák, Bánffytanya, Tuson, Báld (itt a veszélybe került kis templomot sikerült megmentenie), Mezőméhes, Mezőzáh, Budatelke, Velkér, Dombi völgy, Mezőörményes, Mezőköbölkút, Mezőseptér, Mezőújlak, Mezőszilvás, Pusztakamarás, Nagycég, Kiscég, igencsak embert próbáló korszakban. Nagysármásra való érkezésükkor az idős gondnok azzal fogadta, hogy minden család mellé kellene egy (más leírások szerint két) lelkipásztor – és ő megpróbált ennek a feladatnak eleget tenni: egyedül vállalva a tanyától tanyáig, családtól családig, illetve lélektől lélekig való gondoskodást.

## Munkássága
Szórványgondozó lelkészként próbálta öntudatra ébreszteni a Mezőség magára maradt magyarságát, vállalva a fárasztó gyalogutakat, hogy felkeresse a környéken élő kis településeket és tanyákat. Ő is, akár csak a régi vágású protestáns lelkipásztorok többsége mindenben, mindenütt és mindenkor igét hirdetett, nevelt és tanított; ebben a munkában sokban segítette őt az alapos teológiai-, biblikus- és egyháztörténeti felkészültsége, amelyek mind-mind közrejátszottak igehirdetései kidolgozásában. Idős Hermán János igehirdetései totális léleképítő és tájékoztató közösségnevelések voltak, de ugyanazzal a lendülettel egyben támadás is a felekezeti vagy éppen nyelvi hűtlenség, tájékozatlanság vagy egyszerű emberi butaság ellen. A hatalommal szemben mindig tudta azt, hogy meddig mehet el, és tudott élni az egyháznak a fegyelmező erejével is, amikor a hitnek, illetve a nemzetiség megtartásának a számonkéréséről volt szó. Sokat tett azért, hogy a kényszerűségből román iskolába járó gyerekek az egyházi tevékenységekben gyakorolhassák anyanyelvüket, megismerhessék a magyar irodalmat.
A szórványmissziói tevékenysége mellett számos egyháztudományi, hitéleti és néprajzi dolgozatot közölt. 

### Könyve
Nagy Ödön, Hermán János, Nyitrai Mózes: Palástban – Lelkészek szórványban. Mentor Kiadó, Marosvásárhely, 2001.

### Cikkei
- Nagysármási téli néphagyományok in Makkai Endre és Nagy Ödön összeállításában: Adatok téli néphagyományaink ismeretéhez hetven néprajzi gyűjtő munkája alapján. Kolozsvár, 1939 (Erdélyi Tudományos Füzetek 103.)
- Magyar hatások a nagysármási románok életében in Néprajzi Füzetek, 1941; Ethnographia, 55. évfolyam (1944), 34–38. Online hozzáférés;
- Krisztus keresi az ő juhait in Örömüzenet, 1941.
- A Kolozsvári Főiskola Ifjúsági Keresztény Egyháza szórványmissziójának múltja és jelene in Ellenzék, 1941. VIII.
- A történelmi textus megértéséhez és feldolgozásához in Református Szemle, 1949/9-10,
- Húsvét hagyományai in Református Szemle, 1970/1.
- Jézus a feltámadás és az élet in Református Szemle, 1978/1.
- Lelkek a szórványban in Erdélyi Figyelő, 1991/3 8 o.
- Fogságom története in Erdélyi Figyelő 1992/1., 2., 3., 4-5.
- Fáradtak a magyar lelkek in Erdélyi Figyelő, 1993/4-5. 12-13 o.
- Bibliai tanulmány a szombatról és a szombatnap történetéről in Vetési László (szerkesztő): „A Mezőség apostola – Emlékkötet Hermán János nagysármási református lelkészről és mezőségi szórványmissziós szolgálatáról”. Polis Kiadó, Kolozsvár, 2022. 474-502 o